# Joven desnuda al espejo

Tiziano, Mujer ante el espejo (1512-1515 aproximadamente); la obra tiene una intensa carga erótica y sensual, ausente sin embargo en el trabajo de Bellini.

Joven desnuda al espejo  o Mujer en su tocador es una pintura al óleo sobre tabla de álamo (62 x 79 cm) de Giovanni Bellini, de 1515 y conservada en el Kunsthistorisches Museum de Viena.

## Historia
La pintura forma parte de la última fase de la producción del artista, en la cual abrazó las novedades del tonalismo de Giorgione. La obra se encontraba en la colección Hamilton de 1638 a 1659, y a continuación fue adquirida por Leopoldo Guillermo de Austria en 1659, en Bruselas.

## Descripción y estilo
En un cuarto, donde se abre una luminosa ventana ante un paisaje, una joven desnuda está arreglándose el tocado con ayuda de un espejo de mano. Su figura de proporciones y líneas idealizadas refleja un obvio clasicismo. Otro espejo se encuentra detrás de ella en la pared y muestra una vista posterior de la preciosa tela adamascada que sostiene los cabellos de la mujer, según el tema de la multiplicidad de puntos de vista que animaba el debate artístico de la época sobre la comparación de las artes: demuestra que la pintura de hecho podía garantizar, con las debidas precauciones, una riqueza visual igual, si no superior, a la de las obras escultóricas.
Aparecen elementos de la pintura flamenca en el tema de la ventana, el jarrón y platillo transparentes sobre el alféizar (en el platito de cristal hay una esponja), así como la alfombra que cubre el asiento sobre el cual se encuentra la mujer y un papel donde se ve la firma y fecha.
El tema de la mujer desnuda, tan inusual en la producción del artista, centrada en obras de carácter sacro, está en sintonía con la delicadeza de la figura, entre la penumbra del interior y la fuerte luz del paisaje de la ventana, y a una contemplación en suma casta, desprovista de los acentos sensuales de obras contemporáneas, por ejemplo, de Tiziano.